# Bob Latchford
Robert Dennis Latchford, noto come Bob Latchford (Birmingham, 18 gennaio 1951), è un ex calciatore inglese, di ruolo attaccante.

## Carriera
Fu capocannoniere della massima divisione inglese nel 1978 con 30 reti.
Assieme a Robbie James, è il primatista di presenze (9) dello Swansea City nelle competizioni calcistiche europee.

## Palmarès

### Club

#### Competizioni nazionali
- Coppa del Galles: 3

Swansea City: 1981-1982, 1982-1983
Merthyr Tydfil: 1986-1987